# Gay Brewer
Pour les articles homonymes, voir Brewer.
Gay Brewer, né le 19 mars 1932 à Middletown, Ohio, mort le 31 août 2007 à Lexington, Kentucky, est un golfeur américain. Il a remporté une fois le Masters en 1967.

## Biographie
Après une carrière amateure fructueuse, ponctuée par une victoire l'un des tournois les plus prestigieux du monde amateur, le U.S. Junior Amateur Golf Championship en 1949, il passe professionnel en 1956.
En 1966, il termine à la troisième place du Masters, tournoi remporté en playoff par Jack Nicklaus. L'année suivante, il devance son compatriote Bobby Nichols  de 1 coup sur ce même tournoi. Cele lui octroie de surcroit une place dans l'équipe américaine de Ryder Cup. Il fera une autre apparition dans cette compétition lors de l'édition de 1973.
Après avoir également fait carrière dans le Senior Tour, il meurt en 2007 d'un cancer du poumon. Il est enterré dans le cimetière de Lexington.